# Ludivine Bantigny
Ludivine Bantigny, née en 1975 à Lille, est une historienne et universitaire française. Elle a été maîtresse de conférences en histoire contemporaine à l'université de Rouen-Normandie. Depuis septembre 2021, elle enseigne en lycée puis en collège. Elle enseigne actuellement au collège Guy-Flavien dans le 12e arrondissement de Paris.

## Biographie

### Études
Après avoir effectué trois ans de classe préparatoire littéraire au lycée Henri-IV[réf. souhaitée], elle intègre l'École normale supérieure. Elle fait des études d'histoire et de lettres à l'université Panthéon-Sorbonne, obtient l'agrégation d'histoire et réalise une thèse de doctorat intitulée « Le plus bel âge ? Jeunes, institutions et pouvoirs en France des années 1950 au début des années 1960 », dirigée par Jean-François Sirinelli, à l'Institut d'études politiques de Paris, en 2003,.

### Carrière académique
Elle est nommée maîtresse de conférences à l'université de Rouen, puis obtient une habilitation universitaire en 2017, en présentant un mémoire intitulé « 1968, de grands soirs en petits matins ». Elle est membre du Groupe de recherche d'histoire (GRHis — EA 3831),. En 2020, elle décide de quitter l'université pour enseigner dans le secondaire.

### Activités scientifiques et éditoriales
Elle a travaillé sur la jeunesse, les générations, les formes de socialisation et d'engagement au XXe siècle, et notamment de la guerre d'Algérie à nos jours. Ces dernières années, sa recherche a été consacrée à l'événement 1968 et aux différentes mobilisations qui l'ont suivi (féminismes, « révolution sexuelle », cultures politiques). Son travail est aussi tourné vers la conscience historique, les temporalités et l'historicité. Son livre 1968 : de grands soirs en petits matins a été vendu à 7 000 exemplaires. Elle consacre ses travaux à l'histoire des révolutions, telle que la Commune de Paris et l'histoire globale des révolutions. Elle travaille ensuite à l'histoire du Front populaire.
Elle est membre du comité de rédaction de la revue Vingtième Siècle : Revue d'histoire.
En 2022, elle publie L’Ensauvagement du capital. Pour Benjamin Tuil dans la revue Esprit, ce court essai est rédigé « dans un esprit pamphlétaire ». Ludivine Bantigny s’attaque au capitalisme en dénonçant « un système-monde qui, loin de pacifier les rapports sociaux et politiques, est intrinsèquement violent. » Le capitalisme serait dans une logique de l’ensauvagement, sa logique étant comparable à celle d’« un colonialisme qui n’ose pas dire son nom. »
Gabriel Bouchaud du Point considère que l'ouvrage est un « opuscule radical et peu convaincant ». Selon lui, « pour un lecteur qui n’est pas d’extrême gauche, ouvrir L’Ensauvagement du capital » serait « un peu comme pénétrer dans une dimension parallèle. ». Pour Johan Faerber du journal culturel en ligne Diacritik, l'ouvrage est « indispensable autant que stimulant ».

### Interventions médiatiques
Elle est régulièrement invitée sur des chaînes de radio publiques ainsi qu'à la télévision, notamment dans les émissions C ce soir et C politique ou sur Mediapart,. En 2016-2017, elle est une intervenante régulière de l'émission Du grain à moudre sur France Culture. Elle intervient également avec régularité sur le plateau de l'émission 28 minutes sur Arte. En 2018, elle coécrit et participe au film La grève du siècle en direct diffusé sur France 3. Entre 2021 et 2023, elle est sociétaire de l'émission Histoire de sur France Inter, proposée et présentée par Patrick Boucheron.

## Prises de position
Ludivine Bantigny, fille de postiers, « trotskiste dans sa jeunesse », reste « engagée à la gauche de la gauche ». Elle participe à Nuit debout en 2016 et se dit proche de l'économiste et philosophe Frédéric Lordon.
Par ailleurs, elle soutient à plusieurs reprises la militante controversée Houria Bouteldja, qui a, selon elle, été « érigée en sorcière, parce qu'elle soulève des questions qui ne sont pas audibles dans une partie de la société française » ; à ce titre, elle a pris une position suivant laquelle « la pensée décoloniale ne menace pas la République »,.
En mai 2022, elle rejoint le parlement de la Nupes.

## Plainte contre François Bégaudeau
Le 4 avril 2024, l'écrivain François Bégaudeau comparait devant le tribunal de Paris, après que Ludivine Bantigny et l'association Les Chiennes de garde ont déposé plainte contre lui, en 2020, pour « diffamation en raison de l’appartenance à un sexe » après qu'il a écrit dans les commentaires de son site :  « Dans le milieu radical parisien, Ludivine est connue pour être jamais la dernière. Tous les auteurs de La Fabrique lui sont passés dessus, même [Geoffroy de] Lagasnerie. ». Pour l’historienne « ce n’est pas de l’humour, c’est une violence sexiste, un outrage, une offense ».
Le 27 mai 2024, François Bégaudeau a été relaxé par le tribunal de Paris. Le tribunal juge que, aucun fait précis n'étant imputé à Ludivine Bantigny, il ne s'agit pas de diffamation, tout en qualifiant les termes employés d'« inélégants » et sur « un registre obscène » et en précisant que Bégaudeau cherchait à « rabaisser Ludivine Bantigny, en tant que femme, au regard de sa disponibilité sexuelle exacerbée ».
Quelques mois plus tard, dans son livre Comme une mule, François Bégaudeau revient en détail sur cette affaire et développe ses vues à propos du lien entre humour et morale ainsi qu'entre art et politique,. Il critique notamment dans cet essai ce qu’il appelle un « féminisme moral »,,,.

## Publications

### Ouvrages
- La Commune au présent : une correspondance par-delà le temps, Paris, La Découverte, 2021  (ISBN 978-2-348-06669-6)
- « La plus belle avenue du monde ». Une histoire sociale et politique des Champs-Élysées, La Découverte, 2020
- Révolution, Paris, éditions Anamosa, 2019
- 1968, de grands soirs en petits matins, Paris, Seuil, coll. « L'Univers historique », janvier 2018, 464 p. (lire en ligne)
- La France à l’heure du monde. De 1981 à nos jours, Paris, Seuil, 2013 ; rééd. 2019
- L'Œuvre du temps. Histoire, mémoire, engagement. Paris, éditions de la Sorbonne, 2019
- La Fabuleuse Histoire des journaux lycéens, préface de Cabu, Paris, Les Arènes, 2014
- Le Plus Bel Âge ? Jeunes et jeunesse en France de l’aube des Trente Glorieuses à la guerre d’Algérie, Paris, Fayard, 2007
- Les « XXe siècles » français. La France et les Français de 1914 à nos jours, Paris, Ellipses, 2006
- Nous ne sommes rien, soyons toutes ! Histoire de femmes en lutte et de luttes féministes, de la Révolution à nos jours, Seuil, 2025

#### Essais
- Battre l'extrême droite, Éditions du Croquant, coll. « Carton Rouge », 2024  (ISBN 9782365124690)
- Que faire ? Stratégies d'hier et d'aujourd'hui pour une vraie démocratie, Paris, 10/18, 2023.
- L’Ensauvagement du capital, Paris, Éditions du Seuil coll. « Libelle », 2022  (ISBN 978-2-021-49743-4)
- (avec Julien Théry), "Marcel Gauchet ou le consensus conservateur. Enquête sur un intellectuel de pouvoir", Revue du crieur, 2015/1 (N°1), p. 4-19, La Découverte en ligne.
- « Pierre Rosanvallon, une histoire à angles morts », Terrestre, 25 octobre 2018 en ligne.

#### Jeunesse
- Petite histoire des grèves et des soulèvements populaires, Bayard, 2024  (ISBN 9782227501577)

#### Co-autrice ou co-direction
- Une histoire globale des révolutions, avec Quentin Deluermoz, Boris Gobille, Laurent Jeanpierre, Eugénia Palieraki, La Découverte, 2023  (ISBN 9782348059346)
- Face à la menace fasciste. Sortir de l'autoritarisme, avec Ugo Palheta, éditions Textuel, 2021  (ISBN 9782845978591)
- De la pauvreté à la protection sociale : histoire et patrimoine: Mélanges offerts à Yannick Marec, sous la direction de Antony Kitts, Ludivine Bantigny, Pascal Dupuy, Olivier Feiertag, Jean-Yves Frétigné, Publications de l'Université de Rouen et du Havre, 2022  (ISBN 9791024017419)
- « Prolétaires de tous les pays, qui lave vos chaussettes ? » Le genre de l’engagement dans les années 1968, avec Fanny Bugnon et Fanny Gallot, Rennes, PUR, 2017[35]
- Temps et politique: Les recompositions de l'identité, avec Anne Muxel, Clémentine Charelli, Alexandre Escudier, Les Presses de Sciences Po, 2016  (ISBN 9782724618303)
- La Société française, de 1945 à nos jours, avec Jenny Raflik et Jean Vigreux, Paris, La Documentation française, 2015
- 1937-1947 : la guerre-monde (Tome 1), Alya Aglan, Robert Frank ( sous la direction de), Paris, Folio, 2015  (ISBN 2070442659)
- 1937-1947 : la guerre-monde (Tome 2), Alya Aglan, Robert Frank ( sous la direction de), Paris, Folio, 2015  (ISBN 2070464172) (Autrice du Chapitre XLVI : JEUNES ET GÉNÉRATIONS EN GUERRE et du Chapitre L : CINÉMA EN GUERRE, GUERRE AU CINÉMA)
- Hériter en politique. Filiations, générations et transmissions politiques (Allemagne-France-Italie XIXe – XXIe siècles), avec Arnaud Baubérot, Paris, PUF, 2011
- Sous l'œil de l'expert : Les dossiers judiciaires de personnalité, avec Jean-Claude Vimont, Paris, Publications de l'Université de Rouen et du Havre, 2011, 192 p.  (ISBN 9782877755078)
- Jeunesse oblige. Histoire des jeunes en France (XIXe – XXIe siècles), avec Ivan Jablonka, Paris, PUF, 2009
- Printemps d’histoire. La khâgne et le métier d’historien, avec Aline Benain et Muriel Le Roux, Paris, Perrin, 2004

#### Préfaces et postfaces
- Devenir fasciste mode d'emploi, de Michela Murgia, Plon, 2024  (ISBN 9782259319126)
- Révolutionnaires: Récits pour une approche féministe de l'engagement, de Macko Dràgàn, Editions du Commun, 2022  (ISBN 9791095630494)
- L'éducation un bien commun, de Raymond Millot, Massot Éditions, 2021  (ISBN 9782380353228)
- 1953, un 14 juillet sanglant, de Maurice Rajsfus, 2021, ED DETOUR  (ISBN 9791097079710)
- Rébellion !: Histoire mondiale de l'art contestataire, de Liz McQuiston, Seuil, 2020  (ISBN 9782021445657)
- La domination et les arts de la résistance: Fragments du discours subalterne, de James C. Scott, Éditions Amsterdam/Multitudes, 2019  (ISBN 9782354802011)
- Filles de Mai: 68 mon Mai à moi. Mémoires de femmes, de collectif, Editions Le Bord de l'eau, 2018  (ISBN 9782356875631)
- Abrégé de littérature-molotov, de Mačko Dràgàn, Éditions Terres de feu., 2024  (ISBN 978-2-9587315-1-9)